# Хайден, Эрхард
Э́рхард Ха́йден (нем. Erhard Heiden; 23 февраля 1901, Мюнхен — апрель 1933) — один из первых руководителей СС. Один из первых членов НСДАП (билет № 74). В апреле 1923 года вступил в Ударный отряд «Адольф Гитлер». В 1925 году участвовал в создании СС.

## Биография
В марте 1927 года сменил Йозефа Берхтольда на посту рейхсфюрера СС. С самого начала СС формировалась как элита. Так в первых директивах по созданию отрядов СС говорилось: «Хронические алкоголики, болтуны и люди, обладающие иными пороками, абсолютно непригодны». Примерно в это же время один из главарей СС возвестил: «СА — это линейные войска, СС — гвардия». Эрхард Хайден развил эту мысль, заявив: «Гвардия была всегда: у персов, у греков, у Цезаря, у Наполеона, у „старого Фрица“, гвардией новой Германии станет СС».
Несмотря на такие заявления, первое время развитие СС шло довольно вяло. Руководство СА ревниво относилось к своему «филиалу». Первоначально численность СС была ограничена 10 % от численности СА в каждом районе, причем создание подразделений СС было возможно лишь в том случае, если формирования СА достигли предела своей численности. Именно поэтому подал в отставку второй рейхсфюрер СС Йозеф Берхтольд. Передача СС «знамени крови» ещё больше возмутила штурмовиков.
Руководство СА не упускало возможности унизить СС и взвалить на плечи членов СС такие обязанности, как распространение листовок или проведение подписки на нацистскую газету Völkischer Beobachter. Неудивительно, что к концу 1928 года боевой дух СС упал до нуля.
В конце 1928 года Хайден подал прошение об отставке. 6 января 1929 новым рейхсфюрером СС был назначен его заместитель Генрих Гиммлер.

## Смерть
После прихода к власти нацистов в январе 1933 года Хайден был арестован. В апреле 1933 года схвачен в кафе, видимо, по распоряжению Гиммлера, и больше его не видели живым. В сентябре 1933 года его тело было выловлено из Изара. Он был похоронен 15 сентября 1933 года.